# Atef Majdalani
Pour les articles homonymes, voir Majdalani.
Atef Majdalani (Beyrouth, 1950 - ) est un homme politique libanais.
Neurologue, diplômé de Leningrad et de Paris, il exerce à l'Hôpital Saint-Georges de Beyrouth. Il est aussi président du Racing club de Beyrouth.
Après des tendances gauchisantes dans sa jeunesse, il se rapproche de Rafiq Hariri dans les années 1990, qui le présente en 1996 sur sa liste, au siège de député grec-orthodoxe de Beyrouth. Mais cette année-là, il échoue face à Najah Wakim, ennemi juré de Hariri.
En 2000, il devient député grec-orthodoxe de la première circonscription de Beyrouth, membre du bloc de Rafiq Hariri et président de la commission parlementaire de la Santé et des Affaires sociales. En 2005, à la suite de la Révolution du Cèdre, il se présente une nouvelle fois avec succès aux élections, comme candidat du Courant du Futur, mais cette fois, dans la deuxième circonscription de la capitale.
Il conserve son poste à la commission de la Santé et des Affaires sociales.
Il est réélu en 2009. 